# Julio César Panizza
Julio César Panizza Novaro (Montevideo, 31 de mayo de 1927 - Montevideo, 11 de octubre de 2024) fue un magistrado uruguayo, quien se desempeñó como miembro del Tribunal de lo Contencioso Administrativo entre 1996 y 1997.

## Primeros años
Nació en Montevideo el 31 de mayo de 1927,hijo de Luis Juan Panizza Panizza y de Teresa Concepción Novaro Marengo.
Cursó estudios en la Facultad de Derecho de la Universidad de la República, donde se graduó como abogado en 1959.

## Juez de Paz en el interior
En noviembre de 1960 inició su carrera judicial al ser designado Juez de Paz de la primera sección judicial de Tacuarembó, con sede en la ciudad de Tacuarembó.
En marzo de 1962 fue trasladado al Juzgado de Paz de la primera sección judicial de Durazno, con sede en Durazno,y en diciembre de 1963 al Juzgado de Paz de la primera sección judicial de Canelones con sede en la ciudad de Pando.

## Juez Letrado en el interior
En marzo de 1965 fue ascendido al cargo de Juez Letrado de San José.
En octubre de 1969 fue trasladado al Juzgado Letrado de Las Piedras.

## Secretario Letrado de la Suprema Corte de Justicia
A partir de noviembre de 1970 se desempeñó como Prosecretario Letrado de la Suprema Corte de Justicia.

## Juez Letrado en la capital
En mayo de 1972 retornó a la magistratura, esta vez en Montevideo, inicialmente como Juez Letrado en lo Penal de Sexto Turno.
Solo un mes después, en junio de 1972, pasó a desempeñarse como Juez Letrado en lo Civil de Cuarto Turno.

## Tribunal de Apelaciones
En diciembre de 1980 recibió un nuevo ascenso al ser nombrado como uno de los integrantes del Tribunal de Apelaciones en lo Penal de Tercer Turno que acababa de crearse.
En 1985, una vez finalizada la dictadura cívico militar y restablecida la democracia, fue ratificado en su cargo por la Suprema Corte de Justicia junto a los restantes miembros de Tribunales de Apelaciones.
Permaneció en dicho tribunal durante casi dieciéis años.

## Tribunal de lo Contencioso Administrativo
Tras producirse una vacante en el Tribunal de lo Contencioso Administrativo como consecuencia del retiro de Juan Almirati Cacheiro en agosto de 1996, y transcurridos 90 días sin efectuarse designación de su reemplazante por la Asamblea General, se tornó aplicable el artículo 236 de la Constitución, que preveía como mecanismo subsidiario de designación para los cargos vacantes en la Suprema Corte de Justicia, aplicable al TCA en función de la remisión efectuada por el artículo 308 de la Constitución, el ingreso del magistrado más antiguo de los Tribunales de Apelaciones. 
En aquel momento dicha calidad correspondía a Panizza, por lo que se produjo su ingreso automático al TCA. Prestó juramento ante la Asamblea General el 19 de noviembre de 1996.
Con 69 años, fue el magistrado de mayor edad al momento de ingresar al TCA en toda la historia de dicho tribunal, superando el récord anterior que correspondía precisamente a Almirati.
Permaneció apenas seis meses en dicho Tribunal, (siendo también el récord histórico de menor permanencia en el mismo) cesando en su cargo en mayo de 1997 al cumplir los 70 años, edad establecida como límite para integrar el Tribunal de lo Contencioso Administrativo según el artículo 308 de la Constitución, que se remite en cuanto a las condiciones para ocupar dicho cargo a las previstas para los miembros de la Suprema Corte de Justicia.
La vacante generada por su retiro fue cubierta en septiembre de 1997 con el ingreso de Irma Alonso, también por antigüedad.

## Fallecimiento
Falleció en Montevideo el 11 de octubre de 2024, a los 97 años de edad. Ello marcó igualmente un tercer récord, al ser el más longevo hasta la fecha de los magistrados que integraran el TCA, superando por un año a Luis Alberto Galagorri.